# High & Outside: A Baseball Noir
High & Outside: A Baseball Noir es una película estadounidense de drama y deporte de 2017, dirigida por Evald Johnson, escrita por Dan O’Dair, musicalizada por Alexander Hacke, en la fotografía estuvo Gabriel Mann y los protagonistas son Ernie Hudson, Geoffrey Lewis y Jason James Richter, entre otros. El filme fue producido por Standard 17 LLC y Safier Entertainment; se estrenó el 27 de septiembre de 2017.

## Sinopsis
Un jugador de béisbol de ligas menores no quiere aceptar que su carrera ha llegado a su fin, entonces adopta medidas desesperadas para seguir haciendo lo que más le gusta.